# George Taylor Jester
George Taylor Jester, född 23 augusti 1847 i Macoupin County, Illinois, död 19 juli 1922 i Corsicana, Texas, var en amerikansk demokratisk politiker. Han var viceguvernör i Texas 1895–1899.
Jester deltog i amerikanska inbördeskriget i Amerikas konfedererade staters armé och var ledamot av båda kamrarna i Texas lagstiftande församling innan han 1895 tillträdde ämbetet som viceguvernör. Han innehade ämbetet i fyra år under guvernör Charles A. Culberson och var sedan verksam inom affärslivet i Corsicana.
Jester, som var medlem i Methodist Episcopal Church, gravsattes på Oakwood Cemetery i Corsicana. Sonen Beauford H. Jester var guvernör i Texas 1947–1949.